# Хирата Ацутанэ
Хирата Ацутанэ (яп. 平田篤胤 6 октября 1776, княжество Кубота провинция Дэва, Япония — 2 ноября 1843, там же) — японский мыслитель, философ, традиционно причисляемый к четырём великим учёным кокугаку Периода Эдо и одним из самых значительных теологов синтоистской религии.

## Биография
Имя при рождении — Овада Масаёси (яп. 大和田 胤行). Родился в семье бедного самурая. Известно что в раннем детстве был беден и столкнулся с враждебностью со стороны мачехи. В 1795 году ушёл из дома, отказавшись от связей со своей семьей и отправился в Эдо, где работал разнорабочим и слугой, одновременно используя возможности для изучения рангаку, географии и астрономии.
В 1800 году привлёк внимание Хирата Тобэ (平田藤兵衛), учёного и преподавателя школы военной стратегии, который усыновил его и от которого он получил фамилию Хирата. Изучал неоконфуцианство, голландскую медицину. Позже обратился к даосизму, который можно найти в работах китайского философа Чжуан-цзы. Познакомился с трудами Мотоори Норинага.
Во второй половине периода Эдо предложил идею «реставрационного» синтоизма, сделав упор на религиозную сферу.
Автор более 100 сочинений. Опираясь на тексты хроник «Кодзики» и «Нихон сёки», пытался разработать популярную форму синтоизма и создать целостную теологию этой религии.
Идеология Хираты наполнена верой в превосходство японцев над другими народами и неприятием инокультурных влияний. Япония, согласно Хирате, была страной богов, возвышавшейся над всеми остальными. Даже самый скромный из японцев лучше других.
Полагал, что созданная божествами земля Японии настолько хороша, что японцам — в отличие от индийцев (буддистов) и китайцев (конфуцианцев) — не потребовалось создавать никаких сложных и изощренных теорий, которые мыслитель воспринимает как лжемудрствование и доказательство ущербности этих стран. Примером ущербности Запада служит усиленное развитие в западных странах медицины — «поскольку в их окраинных землях множество хворых». Развитие же в странах Запада кораблестроения объясняется тем, что там настолько отвратительные природные условия, что европейцы не могут прожить без торговли, ибо их земля не доставляет необходимых средств для существования. Япония же — в силу превосходных природных условий — в международной торговле не нуждается и, следовательно, не нуждается во флоте. Поскольку земля Японии самодостаточна и она не испытывает желания торговать, то европейцы презрительно именуют её «закрытой (запертой на замок) страной», что, в понимании Хирата Ацутанэ, является похвалой.
Был активным критиком системы сёгуната, полагая, что проблемы, переживаемые страной, доказывают, что сёгунат не выполняет должным образом свои обязанности перед императором и народом. Выступал за восстановление власти императора и по этой причине был сослан на родину в княжество Кубота и помещён под домашний арест, где и умер. На момент его смерти у него было 3745 зарегистрированных студентов. Ученики Хираты не свергли сёгунат, но они создали интеллектуальный климат, способствующий переменам, и философия их учителя оказала большое влияние на националистические настроения во время Реставрации Мэйдзи.

## Избранные труды
- Kodō taii (古道大意; 1811,1824)
- Shintō taii (俗神道大意)
- Kinshin shinron (鬼神新論; 1805)
- Koshi seibun (古史成文)
- Kadō taii (歌道大意)
- Tama no mihashira (霊能真柱; 1812)
- Tama-dasuki (玉襷; 1824)
- Koshi-den (古史伝; 1825)
- Koshi-chō (古史徴)
- Ibukinoya kashū (気吹乃屋歌集)
- Honkyō gaihen (本教外篇)
- Senkyō ibun (仙境異聞)